# François Gayot
François Gayot, S.M.M. (São Luís do Norte, 17 de julho de 1927 - Roma, 16 de dezembro de 2010) foi um religioso haitiano, que serviu como arcebispo da Arquidiocese Católica Romana de Cap-Haïtien, no Haiti.

## Biografia
Francois Gayot foi ordenado sacerdote na Sociedade dos Missionários de Maria em 7 de fevereiro de 1954. Em 22 de novembro de 1974, o Papa Paulo VI nomeou Gayot como Bispo de Cap-Haitien, sendo consagrado no próximo dia 2 de fevereiro pelo Arcebispo Luigi Barbarito, núncio apostólico no Haiti; os co-consagradores foram François-Wolff Ligondé, Arcebispo de Porto Príncipe, e Rémy Augustin, Bispo Coadjutor de Porto-da-Paz.
Em 7 de abril de 1988, o Papa João Paulo II erigiu a Diocese de Cap-Haitien em Arquidiocese metropolitana, elevando, ao mesmo tempo, o Bispo Gayot à dignidade de arcebispo. Foi instalado em 24 de julho. Tendo atingido o limite de idade de 75 anos estabelecido pelo direito canônico, o papa aceitou a renúncia de Monsenhor Gayot em 5 de novembro de 2003.
Entre 1992 e 1998, Gayot foi presidente da Conferência Episcopal do Haiti.

Durante sua viagem para Roma, onde representou a Igreja Católica do Haiti por ocasião da Comissão Internacional sobre Migração (CIM), o Arcebispo François foi hospitalizado com urgência na Policlínica Gemelli, após um desconforto. Ele morreu aos 83 anos, devido a complicações.